# Mariola Bojarska-Ferenc
Mariola Bojarska-Ferenc (ur. 14 stycznia 1961) – polska gimnastyczka artystyczna, dziennikarka i producentka filmowa.

## Życiorys
Ukończyła studia na Akademii Wychowania Fizycznego w Warszawie. Uprawiała gimnastykę artystyczną – należała do kadry narodowej. Następnie została instruktorką fitnessu i członkinią światowych organizacji fitness: IDEA Health and Fitness Association i International Chiropractor’s Association, a także reprezentowała Polskę na międzynarodowych kongresach dotyczących rozwoju fitness.

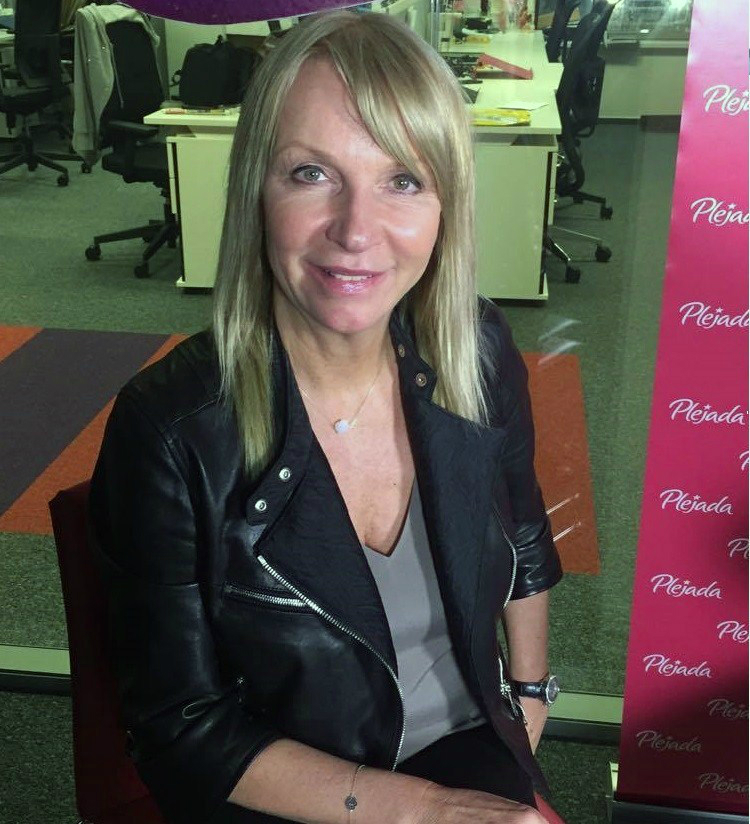
Bojarska-Ferenc (2016)

Zawodowo była związana głównie z Telewizją Polską. W połowie lat 80. była prezenterką serwisu sportowego w Dzienniku Telewizyjnym. Od lat 90. prowadziła w TVP2 różne programy gimnastyczne (m.in. Studio Urody i 10 minut tylko dla siebie) oraz przygotowywała felietony do Pytania na śniadanie, w których propagowała aktywny wypoczynek i zdrowe odżywianie. Dzięki tym programom spopularyzowała w Polsce callanetics, pilates, wellness, zumbę, body ballance i jogę fit.
W 2008 prowadziła programy TVN: Agentka do zadań specjalnych oraz Dzień Dobry i zdrowy. W 2013 została prowadzącą program Sztuka życia w TVP2. Jesienią 2016 uczestniczyła w szóstej edycji programu rozrywkowego Dancing with the Stars. Taniec z gwiazdami w Polsacie.
Jest autorką książek („Cudowny ruch” 1996, „Zatrzymaj czas” 2004, „Sztuka dobrego życia” 2012, „Życie ma smak” 2016, „Moda bez metryki” 2017), felietonów w prasie i magazynach kobiecych oraz filmów z ćwiczeniami gimnastycznymi.

## Życie prywatne
Z pierwszym mężem ma syna Marcina. W 1991 poślubiła Ryszarda Ferenca, z którym ma syna Aleksa.